# Аннандейл (Міннесота)
Аннандейл (англ. Annandale) — місто (англ. city) в США, в окрузі Райт штату Міннесота. Населення — 3330 осіб (2020).

## Географія
Аннандейл розташований за координатами 45°15′36″ пн. ш. 94°7′13″ зх. д. / 45.26000° пн. ш. 94.12028° зх. д. (45.260015, -94.120369).  За даними Бюро перепису населення США в 2010 році місто мало площу 7,70 км², уся площа — суходіл.

## Демографія
Згідно з переписом 2010 року, у місті мешкало 3228 осіб у 1338 домогосподарствах у складі 819 родин. Густота населення становила 419 осіб/км².  Було 1450 помешкань (188/км²).
Расовий склад населення:
| - 96,3 % — білих - 0,5 % — чорних або афроамериканців - 0,3 % — азіатів - 0,2 % — корінних американців - 1,5 % — осіб інших рас |

До двох чи більше рас належало 1,2 %. Частка іспаномовних становила 3,1 % від усіх жителів.
За віковим діапазоном населення розподілялося таким чином: 24,9 % — особи молодші 18 років, 56,5 % — особи у віці 18—64 років, 18,6 % — особи у віці 65 років та старші. Медіана віку мешканця становила 38,8 року. На 100 осіб жіночої статі у місті припадало 90,9 чоловіків;  на 100 жінок у віці від 18 років та старших — 88,9 чоловіків також старших 18 років.
Середній дохід на одне домашнє господарство  становив 57 578 доларів США (медіана — 46 962), а середній дохід на одну сім'ю — 69 144 долари (медіана — 58 036). Медіана доходів становила 45 904 долари для чоловіків та 38 333 долари для жінок. За межею бідності перебувало 15,2 % осіб, у тому числі 17,8 % дітей у віці до 18 років та 11,9 % осіб у віці 65 років та старших.
Цивільне працевлаштоване населення становило 1521 осіб. Основні галузі зайнятості: освіта, охорона здоров'я та соціальна допомога — 16,2 %, будівництво — 14,2 %, фінанси, страхування та нерухомість — 13,3 %, науковці, спеціалісти, менеджери — 13,2 %.